# 圣梅达尔-德吉济耶尔
圣梅达尔-德吉济耶尔（法語：Saint-Médard-de-Guizières，法語發音：[sɛ̃ medaʁ də ɡizjɛʁ]）是法国吉伦特省的一个市镇，位于该省东北部，属于利布尔讷区。该市镇总面积10.37平方公里，2009年时的人口为2347人。

## 人口
圣梅达尔-德吉济耶尔人口变化图示